# مرکز استارت

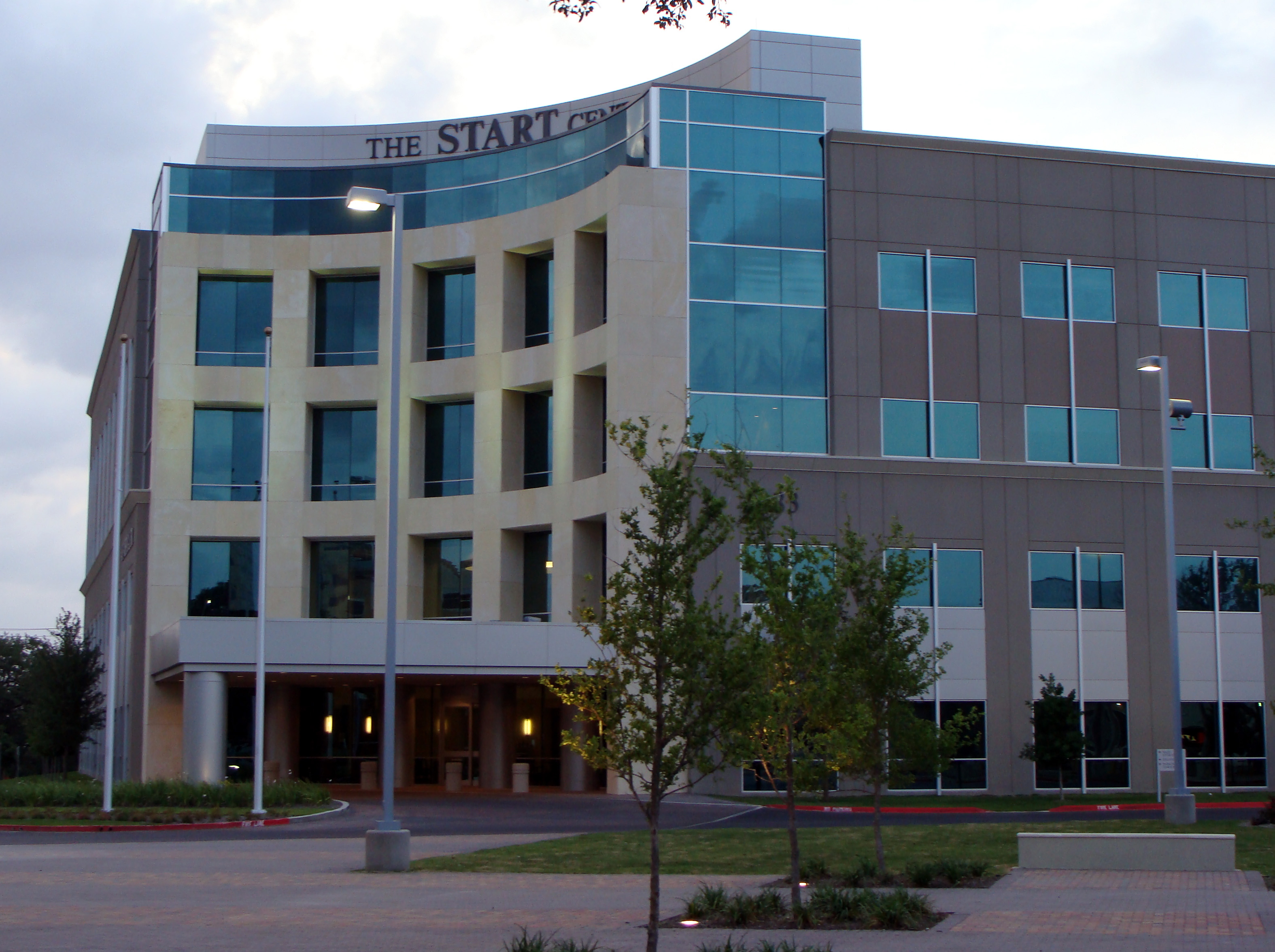

مرکز استارت (به انگلیسی: START Center) نام یک مرکز پژوهشی و درمان پیشرفته سرطان در مرکز پزشکی جنوب تگزاس است.
نام این مرکز مخفف عبارت South Texas Accelerated Research Therapeutics است. این مرکز پژوهشی-درمانی سالانه ۱۰۰٬۰۰۰ بیمار سرطانی را می‌پذیرد.
مرکز استارت در شهر مادرید در اسپانیا نیز یک شعبه دارد.
این مرکز مشغول پروژهٔ آزمایش ۴۰ داروی جدید مبارزه با سرطان در سطوح بالینی Phase I clinical trials است که برای نخستین مرتبه در جهان انجام می‌گیرد.